# 木村啓太
木村 啓太（きむら けいた、1988年7月4日 - ）は、日本の男性俳優・モデル。茨城県出身。

## 出演

### 映画
- ゲルマニウムの夜（2005年） - トオル 役
- 太陽の傷（2006年） - 喧太 役
- アクエリアンエイジ 劇場版（2008年） - 天羽つかさ 役

### CM
- 尾崎商事 学生服（カタログ、2005年7月1日 - ）

### 雑誌
- 月刊Audition
- 高2My Vision

### プロモーションビデオ
- Bivattchee『太陽の真ん中へ』（2005年12月7日）